# 阿罗伊斯·泽内费尔德

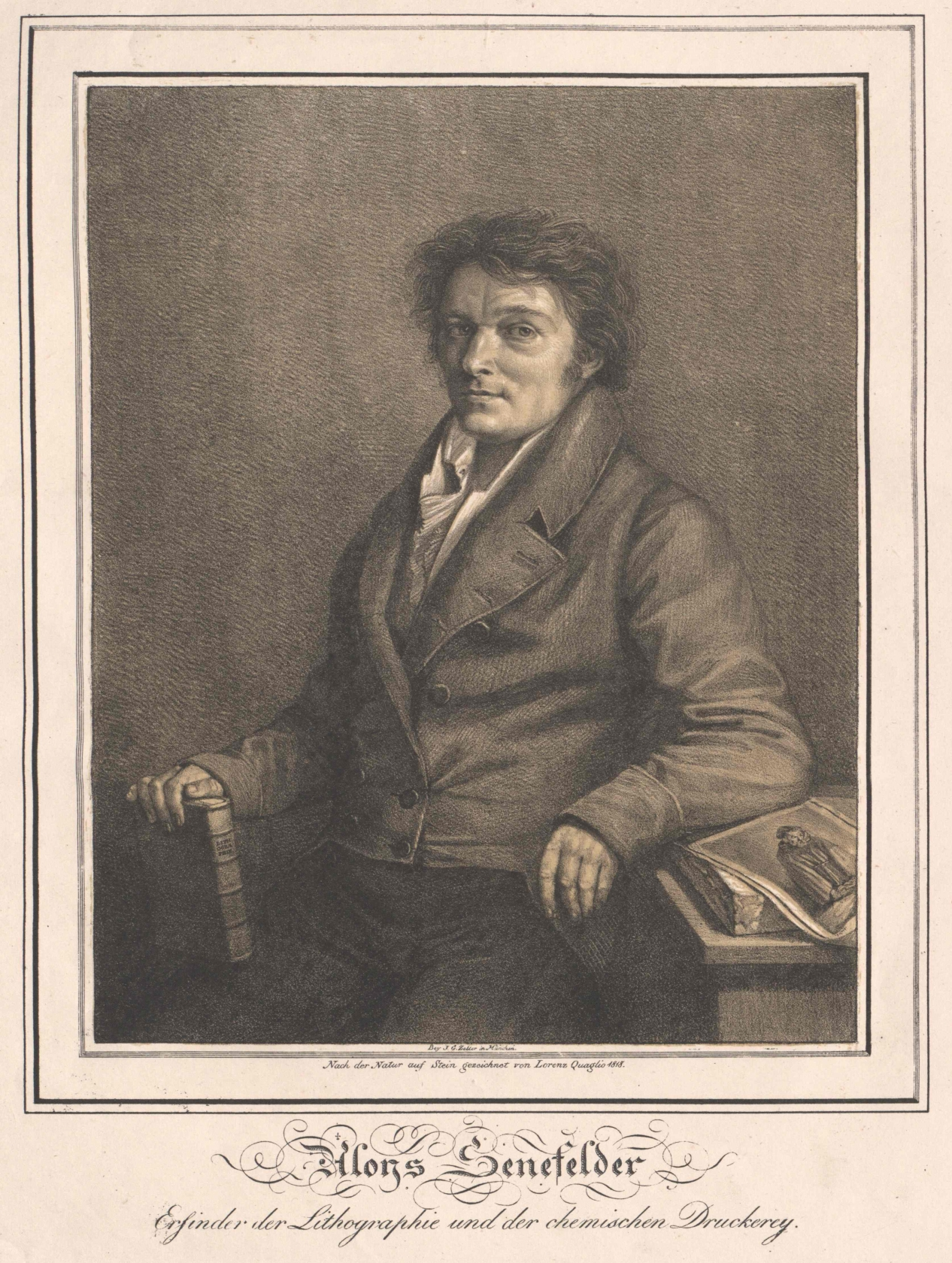
阿罗伊斯·泽内费尔德

阿罗伊斯·泽内费尔德（德語：Alois Senefelder，1771年11月6日—1834年2月26日），出生于布拉格，他发明了石版印刷的技术。也是一名德文作家及劇作家。為了紀念他，柏林市设立泽内费尔德广场(Senefelderplatz)，亦有以此命名的地铁站。